# Aegialodon dawsoni
Aegialodon dawsoni Kermack et al., 1965 è una specie estinta di mammiferi tribosfenidi, risalente al Cretaceo inferiore.
Il nome Aegialodon, che significa "dente della costa", è stato suggerito in seguito al ritrovamento di denti fossili a Cliff End, località presso Hastings nel Regno Unito. Tali resti erano inclusi nella "Formazione ad argille di Wadhurst", databile a circa 136 milioni di anni fa.

## Nella cultura di massa
Aegialodon appare nel romanzo Raptor Red del paleontologo statunitense Robert T. Bakker. Nel romanzo viene descritto come un vorace cacciatore di scorpioni ed altri artropodi, e viene anche identificato come l'antenato di tutti i mammiferi viventi.